# Спенс, Скип
Александр Ли «Скип» Спенс (18 апреля 1946 — 16 апреля 1999) — американский музыкант, канадского происхождения. Один из «самых ярких» музыкантов психоделического рока, однако, его карьера была сведена на нет наркоманией и проблемами с психикой. По словам одного биографа, Спенс был человеком, который «ни умер молодым, ни смог найти выхода».

## История

### Молодость: 1946—1965
Спенс родился в городе Виндзор (канадская провинция Онтарио) в 1946 году. Его отец был машинистом. В конце 1950-х годов семья переехала в Сан-Хосе (штат Калифорния), где отец получил работу в авиационной промышленности. В возрасте десяти лет родители купили Спенсу его первую гитару.

### Карьера музыканта: 1966—1969
Спенс был гитаристом в первом составе Quicksilver Messenger Service прежде чем Марти Балин принял его на работу барабанщика в Jefferson Airplane. После первого, дебютного для группы альбома Jefferson Airplane Takes Off, он ушёл из группы и стал одним из основателей Moby Grape, где снова играл как гитарист.
Во время сессии звукозаписи второго альбома Moby Grape Wow, в 1968 году, после приема ЛСД Скип пытался сломать дверь гостиничного номера коллеги по группе с помощью пожарного топора. Коллега Спенса Джерри Миллер описывал состояние «Скипа» Спенса того времени следующим образом: "Скиппи радикально изменился когда мы были в Нью-Йорке. Там были некоторые люди, которые принимали и более тяжёлые наркотики и вели более тяжёлый образ жизни, и занимались всяким странным дерьмом. И таким образом, вместе с ними его вроде как понесло. Скиппи отчасти исчез на некоторое время. В следующий раз, когда мы видели его, он сбрил свою бороду и носил чёрную кожаную куртку с грудью нараспашку, с какими-то цепями, и был потный просто как чёртов сын. Я не знаю, чёрт возьми, что он принимал, но, мужик, это просто вырубило его. И следующее, что я о нём узнал, это то, что он рубил топором мою дверь в Отеле Альберт.
Коллега Питер Льюис говорил: «Мы должны были сделать [альбом] в Нью-Йорке, потому что продюсер (Дэвид Рубинсон) хотел побыть со своей семьёй. Таким образом мы должны были оставить наши семьи и провести несколько месяцев в гостинице в Нью-Йорке. В конце концов я уехал оттуда и возвратился в Калифорнию. Через несколько дней мне позвонили. Они играли без меня, а Скиппи ушёл с какой-то чёрной ведьмой, которая накормила его кислотой. Это походило на ту сцену из фильма „The Doors“. Он думал, что он антихрист. Он попытался прорубить дверь гостиничного номера пожарным топором, чтобы убить Дона (Стивенсона), чтобы спасти его от себя. Он поднялся на 52-й этаж здания Си-Би-Эс, где его скрутили и повалили на землю. И Рубинсон выдвинул обвинения против него. Его посадили в тюрьму The Tombs (а затем в Больницу Bellevue), где он написал альбом Oar. Когда он вышел оттуда, он записал этот альбом в Нэшвилле. И это было концом его карьеры. Они накачивали его
торазином в течение шести месяцев. Этим они просто выключают вас из игры».
В течение шести месяцев пребывания в больнице Bellevue Спенсу был поставлен диагноз шизофрения. В день выписки он вёл мотоцикл и, по слухам, ставшими легендой, был одет в одну пижаму, и в таком виде доехал до самого Нэшвилла, чтобы сделать запись своего единственного альбома соло, ставшего впоследствии классическим альбомом психоделического и фолк рока — Oar.

### Упадок: 1970—1999
Спенс продолжал лишь изредка участвовать в работе Moby Grape. Но группа всегда включала по крайней мере одну из его песен на сессии записи, независимо от того, был ли он способен к выступлению с группой в то время. Его так же вспомнили в Jefferson Airplane, посредством чего его песня «My Best Friend» была включена в альбом Surrealistic Pillow, несмотря на его уход из группы.
Из-за ухудшающегося состояния и несмотря на то, что он больше не функционировал в группе, Moby Grape поддерживали Спенса в течение долгого периода. Постоянное потребление героина и кокаина привело к дальнейшей вынужденной поддержке Спенса. Как заявлял Питер Льюис, «Скиппи просто болтался вокруг нас. В течение многих лет он никогда не присутствовал полностью, потому что он был под героином всё то время. Однажды, он получил передозировку и его отвезли в морг в Сан-Хосе, с биркой на пальце ноги. Внезапно он встал и попросил стакан воды. После этого он внюхивал в себя большие глыбы коки, и ничего [подобного] с ним не случалось. Мы уже не могли находиться с ним рядом, потому что он расхаживал по комнате и рассказывал про убийство топором. Таким образом, мы отвели ему небольшую собственную комнату. У него была небольшая белая крыса по имени Освальд, который также нюхал коку. Он никогда не мыл свою посуду и попытался уговорить маленьких девочек из средней школы зайти к нему. Он был очень плох. Один из родителей наконец вызвал полицейских и они послали его в психиатрическую больницу в Санта-Крузе. Там его немедленно потеряли и он объявился несколько дней спустя в женской палате»
Психическое заболевание, наркомания и алкоголизм таким образом разрушили карьеру Спенса и довели его до нищеты. Он жил в приютах для бездомных и временных жилищах в районах Сан-Хосе и Санта-Крузе. Питер Льюис регулярно навещал Спенса в течение последних лет его жизни: «последние пять лет я заходил к нему‚ он жил в трейлере в Капитоле. Я имел обыкновение бродить с ним; порой мы проводили вместе выходные. Но он … он был частично беспомощным в том что касалось способности высказать мысли или овладеть своими чувствами».
В 1994 году он участвовал в музыкальной программе для психически больных, спонсируемых Городом Сан-Хосе. Два года спустя, в 1996 году, ему заказали написать песню для кинофильма The X-Files, Songs In The Key of X, хотя в кино её так и не использовали, она была включена в трибют альбом More Oar как «Land of the Sun».

### Смерть
На момент смерти Спенса, несмотря на его относительно молодой возраст, у него было 11 внуков. Его пережил единокровным брат Рич Янг и его сестра Черри Феррейра. Один из его четырёх детей (Аарон, Адам, Омар и Хитер) Омар Спенс вспоминал: «Когда я видел своего папу, он разбивал моё сердце… Были моменты ясности, когда он был умным гением, и затем он начинал блуждать и разговаривать сам с собой. И вот — бездомный парень, около которого большинство людей проходило мимо с чувством жалости, а он им говорил — „я работаю над песней“, и он начинал царапать аккорды и музыкальные ноты на салфетке»
Спенс умер в 1999 году от рака лёгкого, за два дня до его 53-го дня рождения.